# 土気からし菜
土気からし菜（とけからしな）は、千葉県千葉市緑区（旧・土気町）の伝統野菜。

## 概要
千葉県千葉市の土気地区の土気城址周辺で300年以上前栽培されている在来品種である。
2014年11月には千葉市が商標権者として登録商標が行われ（商標登録第5721935号）、マスコットキャラクター「とけからちゃん」が制定された。
2017年2月には「土気からし菜レディース」（土気からし菜出荷組合）が結成され、増産と文化伝承活動を行っている。
2021年3月31日、味の箱船に登録され、同年7月1日に登録証が千葉市に授与された。千葉県からの登録は初の事例となる。
2023年時点では、系統保存の観点から種子の販売は行われていない。また、土気地区以外で生産されたものは「土気からし菜」という名を冠することができない。

## 栽培と利用
カラシナは、千葉県全域で古くから栽培されていたと考えられているが、年貢等として納める作物ではなく、畑の連作障害を回避する緑肥用の作物として栽培されていた。
10月中旬に種を播いて、2月上旬から3月中旬に新芽を収穫し漬物にする。その後、5月末から6月畑に頃に種子を収穫し、畑に緑肥としてすき込んでいた。
辛さから害虫の忌避効果が高いとされている。
下総台地は温暖な気候と言えるが、土気地区は標高が高いこともあり、寒暖差は比較的に激しい。この風土が独特の辛味、風味を醸し出している。
上述のように栽培農家で漬物を作るのに利用されるのが定番だが、房総太巻き寿司の具材にも使用される。種子はオリエンタルマスタードとして和からしの材料として利用される。
千葉市と千代田漬物株式会社（千葉市）との官民連携により、「とけからちゃんの漬物」が製品化されている。